# Jutta Behrendt
Jutta Behrendt (nacida Jutta Hampe, Berlín Este, 15 de noviembre de 1960) es una deportista de la RDA que compitió en remo.
Participó en los Juegos Olímpicos de Seúl 1988, obteniendo una medalla de oro en la prueba de scull individual. Ganó siete medallas en el Campeonato Mundial de Remo entre los años 1981 y 1989.

## Palmarés internacional
| Juegos Olímpicos   | Juegos Olímpicos         | Juegos Olímpicos | Juegos Olímpicos         |
| Año                | Lugar                    | Medalla          | Prueba                   |
| ------------------ | ------------------------ | ---------------- | ------------------------ |
| 1988               | Seúl (Corea del Sur)     | Medalla de oro   | Scull individual         |
| Campeonato Mundial |                          |                  |                          |
| Año                | Lugar                    | Medalla          | Prueba                   |
| 1981               | Múnich (RFA)             | Medalla de plata | Doble scull              |
| 1982               | Lucerna (Suiza)          | Medalla de plata | Cuatro scull con timonel |
| 1983               | Duisburgo (RFA)          | Medalla de oro   | Scull individual         |
| 1985               | Malinas (Bélgica)        | Medalla de oro   | Cuatro scull             |
| 1986               | Nottingham (Reino Unido) | Medalla de oro   | Scull individual         |
| 1987               | Copenhague (Dinamarca)   | Medalla de oro   | Cuatro scull             |
| 1989               | Bled (Yugoslavia)        | Medalla de oro   | Cuatro scull             |